# Empis engeli
Empis engeli är en tvåvingeart som beskrevs av Chvala 1999. Empis engeli ingår i släktet Empis och familjen dansflugor. Inga underarter finns listade i Catalogue of Life.